# Persone di nome Miloš/Calciatori
| Questa pagina contiene informazioni ricavate automaticamente dalle voci biografiche con l'ausilio del template Bio e di un bot. L'aggiornamento è periodico e automatico e ricostruisce completamente la pagina. Se manca una persona in questa lista, sei pregato di non aggiungerla, ma accertati piuttosto che la sua voce biografica contenga il template Bio e che i dati anagrafici siano correttamente compilati. Se il template Bio manca, inseriscilo tu stesso o, in alternativa, metti l'avviso {{tmp\|Bio}} che ne segnala la mancanza. Se i dati riportati sono sbagliati, correggi direttamente la voce biografica; le modifiche saranno visibili in questa lista entro pochi giorni. Per chiarimenti vedi il progetto antroponimi. La lista contiene solo le 71 persone che sono citate nell'enciclopedia e per le quali è stato implementato correttamente il template Bio. Pagina aggiornata al 16 ott 2024. |

Questa è una lista di persone presenti nell'enciclopedia che hanno il nome Miloš e sono calciatori.

## A(1)
- Miloš Adamović, calciatore serbo (Šabac, n. 1988)

## B(8)
- Miloš Bakrač, calciatore montenegrino (Plužine, n. 1992)
- Miloš Beleslin, calciatore jugoslavo (Sereg, n. 1901 - Novi Sad, † 1984)
- Miloš Belák, ex calciatore cecoslovacco (n. 1965)
- Miloš Bogunović, ex calciatore serbo (Belgrado, n. 1985)
- Miloš Bosančić, ex calciatore serbo (Ruma, n. 1988)
- Miloš Brezinský, calciatore slovacco (Trenčín, n. 1984)
- Miloš Buchta, ex calciatore ceco (Svitavy, n. 1980)
- Miloš Bursać, ex calciatore jugoslavo (Belgrado, n. 1965)

## C(1)
- Miloš Cvetković, calciatore serbo (Belgrado, n. 1990)

## D(4)
- Miloš Degenek, calciatore australiano (Tenin, n. 1994)
- Miloš Deletić, calciatore serbo (Belgrado, n. 1993)
- Miloš Dimitrijević, ex calciatore serbo (Belgrado, n. 1984)
- Miloš Dobrijević, ex calciatore serbo (Belgrado, n. 1980)

## F(1)
- Miloš Filipović, calciatore serbo (Belgrado, n. 1990)

## G(3)
- Miloš Glonek, ex calciatore slovacco (Zlaté Moravce, n. 1968)
- Miloš Gordić, calciatore serbo (Belgrado, n. 2000)
- Miloš Grbić, calciatore jugoslavo (Vrhovine, n. 1935 - Darien, † 2023)

## J(3)
- Miloš Jojić, calciatore serbo (Belgrado, n. 1992)
- Miloš Jokić, calciatore serbo (Čačak, n. 1987)
- Miloš Josimov, calciatore serbo (Ruma, n. 1984)

## K(10)
- Miloš Karišik, calciatore serbo (Novo Selo, n. 1988)
- Miloš Klimek, calciatore cecoslovacco (n. 1924 - † 1982)
- Miloš Kocić, ex calciatore serbo (Leskovac, n. 1985)
- Miloš Kosanović, calciatore serbo (Čonoplja, n. 1990)
- Miloš Kovačević, calciatore serbo (Vrbas, n. 1991)
- Miloš Krasić, ex calciatore serbo (Mitrovicë, Kosovë, n. 1984)
- Miloš Kratochvíl, calciatore ceco (Karlovy Vary, n. 1996)
- Miloš Krkotić, calciatore montenegrino (Podgorica, n. 1987)
- Miloš Krstić, calciatore serbo (Svrljig, n. 1987)
- Miloš Krško, calciatore slovacco (Komárno, n. 1977)

## L(3)
- Miloš Lačný, calciatore slovacco (Levoča, n. 1988)
- Miloš Lepović, calciatore serbo (Kragujevac, n. 1987)
- Miloš Luković, calciatore serbo (Belgrado, n. 2005)

## M(8)
- Miloš Marić, ex calciatore serbo (Užice, n. 1982)
- Miloš Marković, calciatore serbo (Belgrado, n. 1986)
- Miloš Mihajlov, ex calciatore serbo (Belgrado, n. 1982)
- Miloš Mijić, calciatore serbo (Zemun, n. 1989)
- Miloš Milisavljević, calciatore serbo (Valjevo, n. 1992)
- Miloš Milovanović, calciatore serbo (Kraljevo, n. 1987)
- Miloš Milović, calciatore montenegrino (Budua, n. 1995)
- Miloš Milutinović, calciatore e allenatore di calcio jugoslavo (Bajina Bašta, n. 1933 - Belgrado, † 2003)

## N(3)
- Miloš Nikolić, ex calciatore serbo (Zaječar, n. 1989)
- Miloš Nikolić, calciatore serbo (Svilajnac, n. 1989)
- Miloš Ninković, ex calciatore serbo (Belgrado, n. 1984)

## O(2)
- Miloš Ostojić, calciatore serbo (Titova Mitrovica, n. 1991)
- Miloš Ostojić, calciatore serbo (Sombor, n. 1996)

## P(4)
- Miloš Pantović, calciatore tedesco (Monaco di Baviera, n. 1996)
- Miloš Pantović, calciatore serbo (Novi Sad, n. 2002)
- Miloš Pavlović, ex calciatore serbo (Belgrado, n. 1983)
- Miloš Petrović, calciatore serbo (Niš, n. 1990)

## R(3)
- Miloš Radivojević, calciatore serbo (Belgrado, n. 1990)
- Miloš Raičković, calciatore montenegrino (Podgorica, n. 1994)
- Miloš Rnić, calciatore serbo (Belgrado, n. 1989)

## S(7)
- Miloš Simonović, calciatore serbo (Zaječar, n. 1990)
- Miloš Soboňa, ex calciatore slovacco (Levice, n. 1975)
- Miloš Stamenković, calciatore serbo (Belgrado, n. 1990)
- Miloš Stanojević, calciatore serbo (Valjevo, n. 1993)
- Miloš Stojanović, calciatore serbo (Belgrado, n. 1997)
- Miloš Stojanović, calciatore serbo (Knjaževac, n. 1984)
- Miloš Stojčev, ex calciatore serbo (Belgrado, n. 1987)

## T(1)
- Miloš Trifunović, ex calciatore serbo (Belgrado, n. 1984)

## V(5)
- Miloš Veljković, calciatore svizzero (Basilea, n. 1995)
- Miloš Vidović, calciatore serbo (Kragujevac, n. 1989)
- Miloš Volešák, ex calciatore slovacco (Trenčín, n. 1984)
- Miloš Vulić, calciatore serbo (Kruševac, n. 1996)
- Miloš Vučić, calciatore montenegrino (n. 1995)

## Z(1)
- Miloš Zličić, calciatore serbo (Novi Sad, n. 1999)

## Š(2)
- Miloš Šatara, calciatore bosniaco (Bosanska Gradiška, n. 1995)
- Miloš Šestić, ex calciatore jugoslavo (Banja Luka, n. 1956)

## Ž(1)
- Miloš Živković, ex calciatore serbo (Niš, n. 1984)